# Château fort de Château-Chalon
Le château-fort de Château-Chalon est un ancien château fort médiéval féodal disparu des IXe siècle et XIIIe siècle, de Château-Chalon dans le Jura en Franche-Comté. Château-Chalon doit son nom à Jean Ier de Chalon (1190-1267), comte de Chalon, fondateur de la Maison de Chalon-Arlay au XIIIe siècle. Cet ancien village médiéval préservé, est actuellement classé parmi Les Plus Beaux Villages de France et les Cités de Caractère de Bourgogne-Franche-Comté, et est un des fleurons du vignoble du Jura avec son appellation Château-chalon (AOC).

## Historique
La cité viticole de Château-Chalon s'est développée depuis la période gallo-romaine, sur ce site géologique pittoresque privilégié, dont les imposantes falaises font offices de puissants remparts naturels, entre Lons-le-Saunier, capitale du Jura, et Poligny.

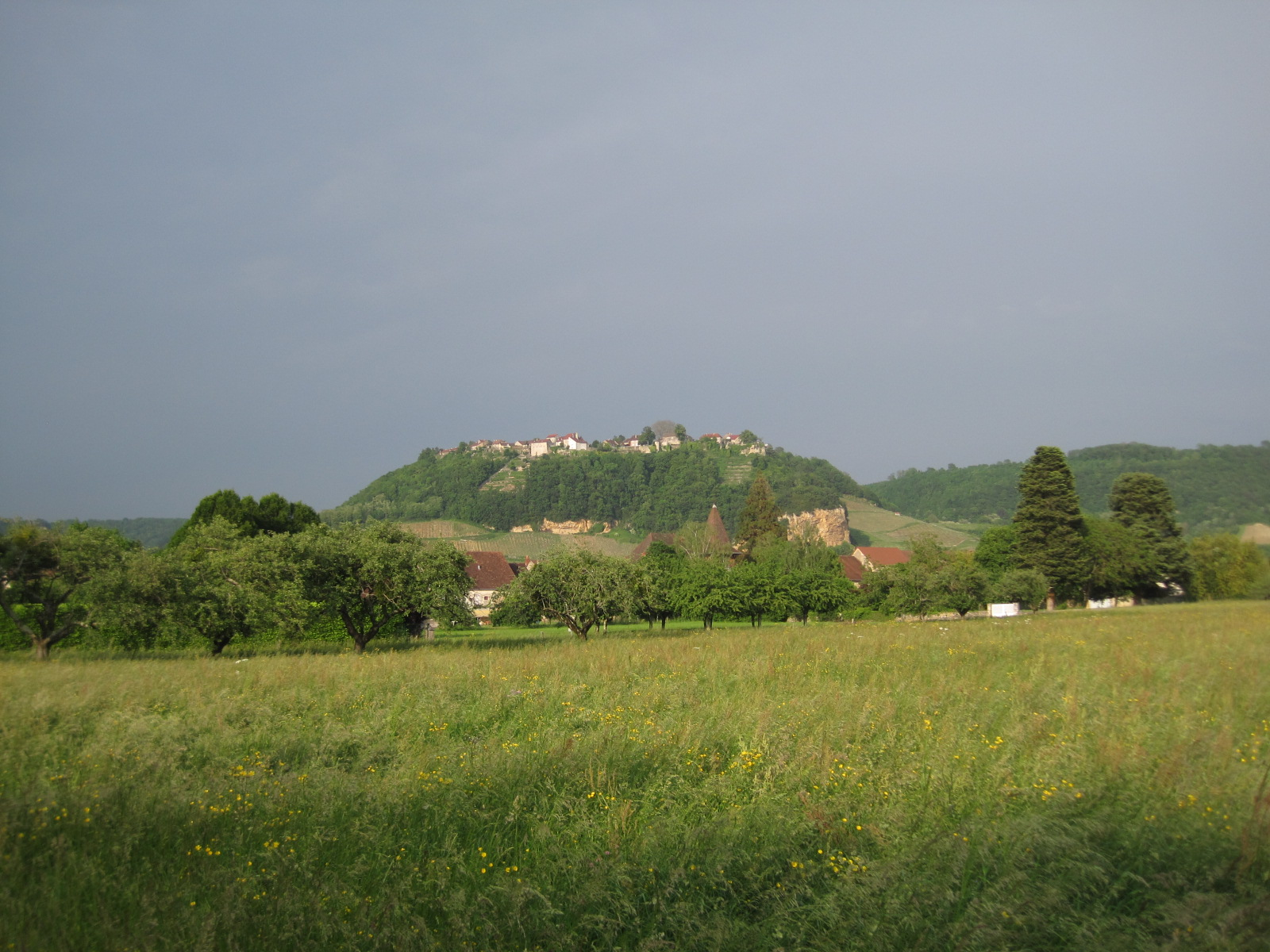
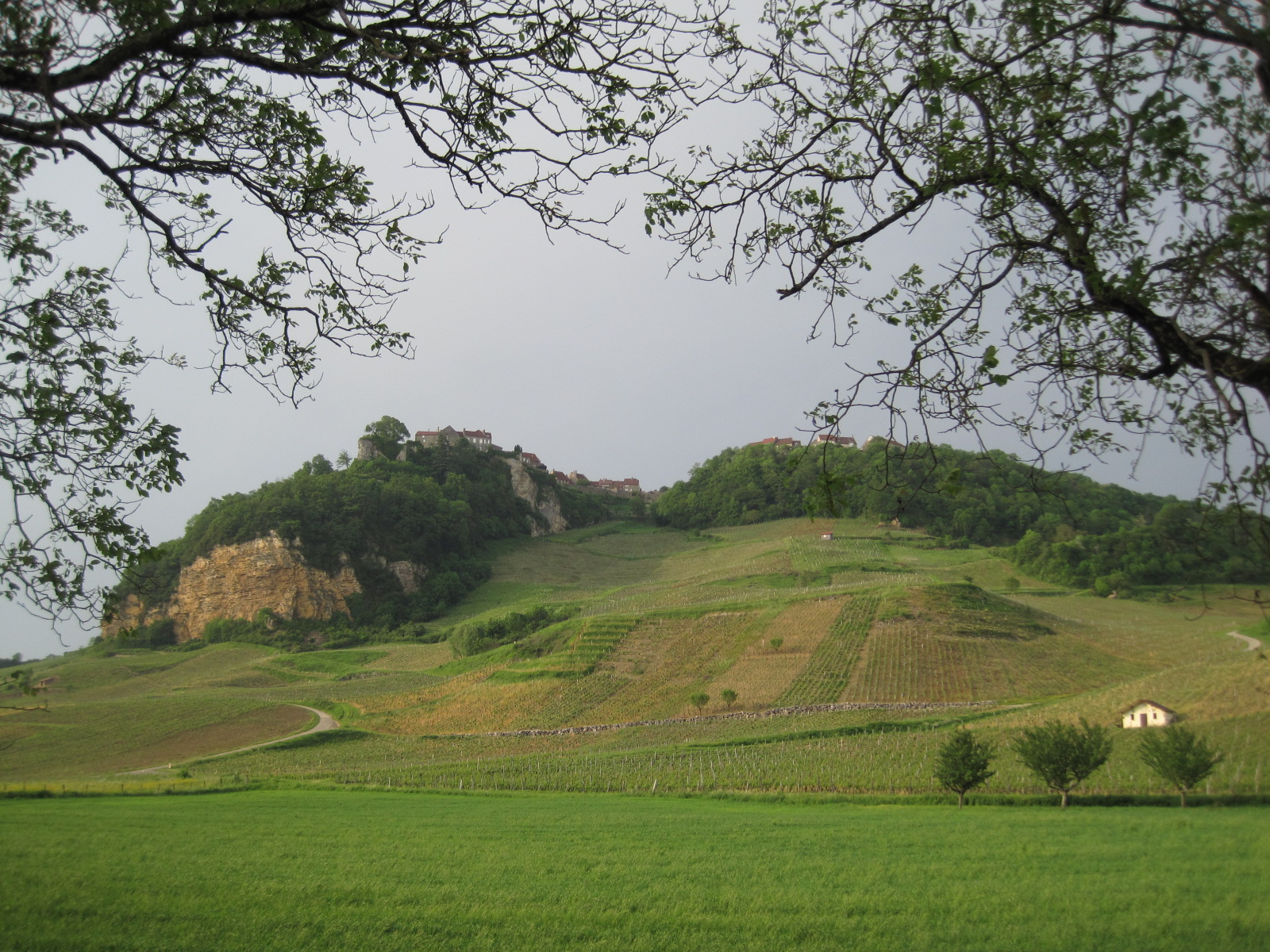
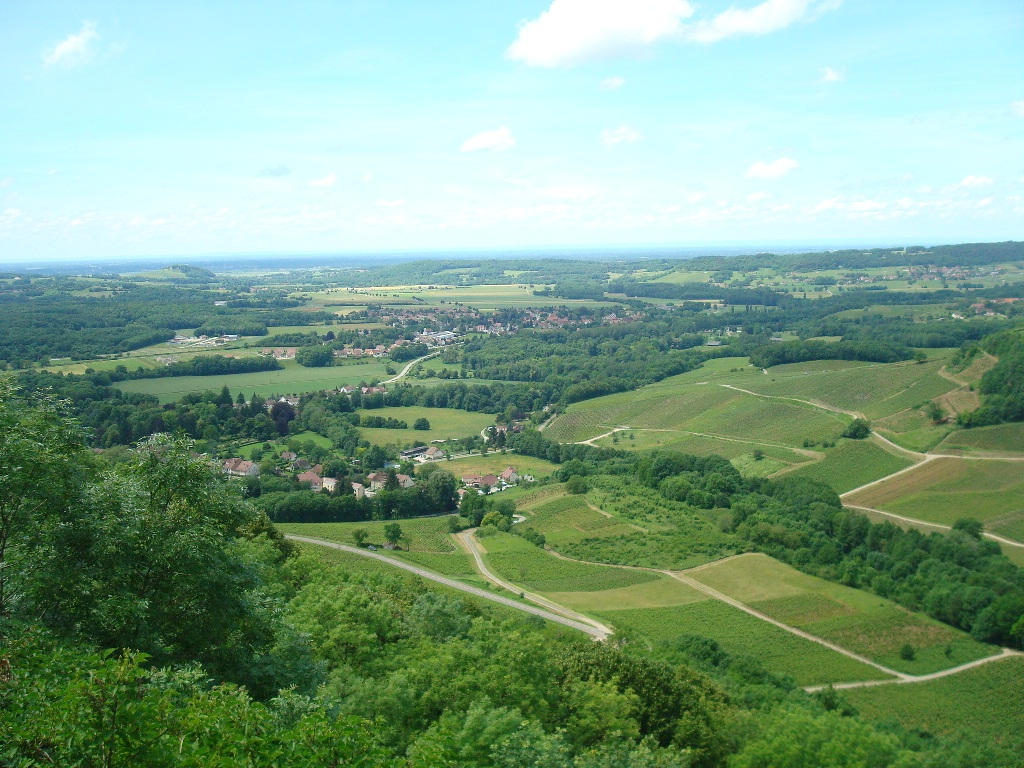
Vue panoramique depuis Château-Chalon

Situé sur un escarpement rocheux, du bord du premier plateau du massif du Jura (plateau de Lons-le-Saunier), à l'entrée de la reculée de Baume-les-Messieurs, elle domine stratégiquement les coteaux environnants de Nevy-sur-Seille, Voiteur et Menétru-le-Vignoble, le panorama de la vallée de la Haute-Seille, et le cours de la Seille.

## Abbaye, abbatiale et église
Vers 662 / 673 l'abbaye de Château-Chalon (abbaye du royaume de Bourgogne, et son abbatiale Notre-Dame à ce jour disparue) est construite pour une vingtaine de sœurs bénédictines, puis à partir du XIIIe siècle, pour des chanoinesses séculières devant justifier d'au moins 16 quartiers de noblesse.

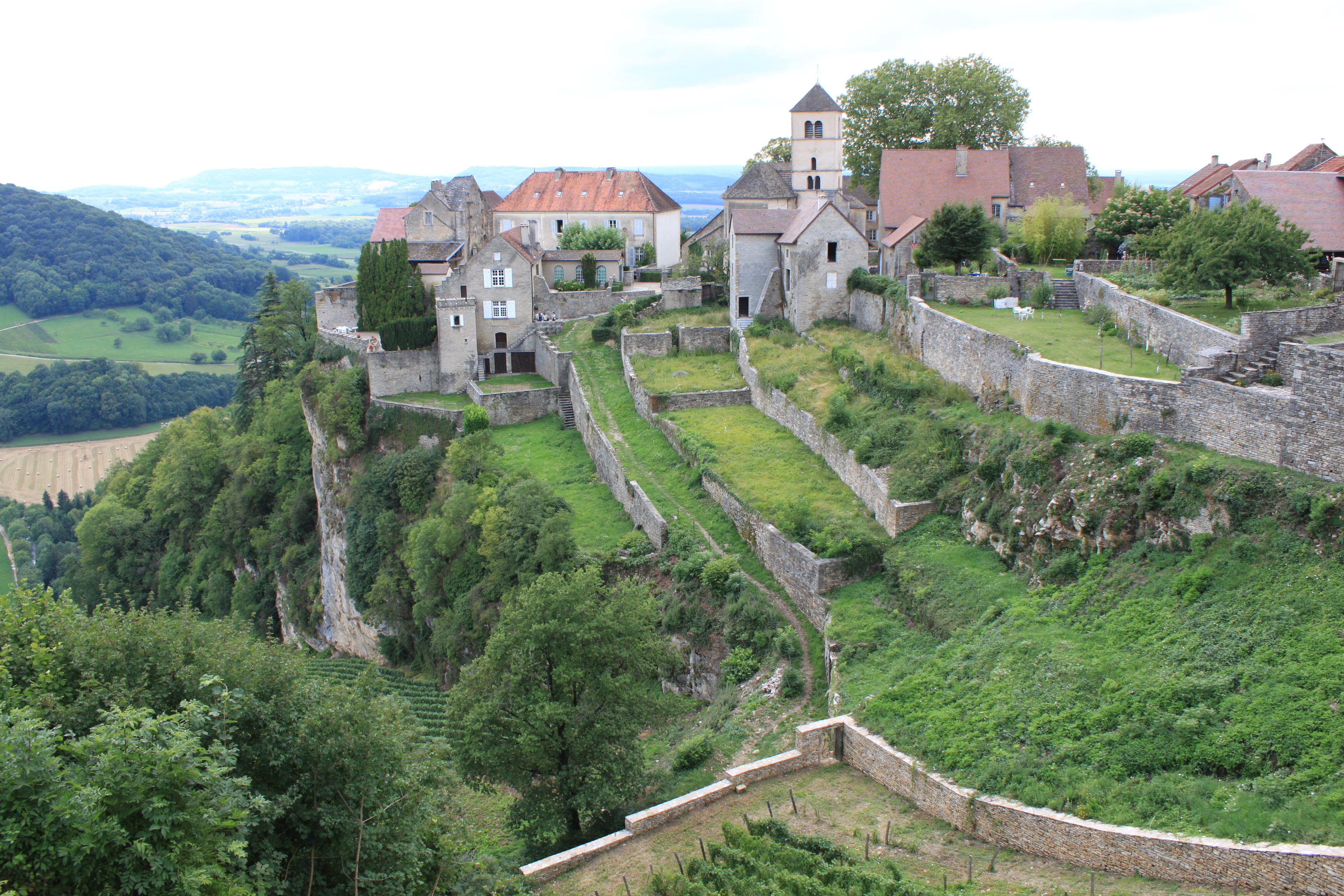
Emplacement de l'ancienne abbaye
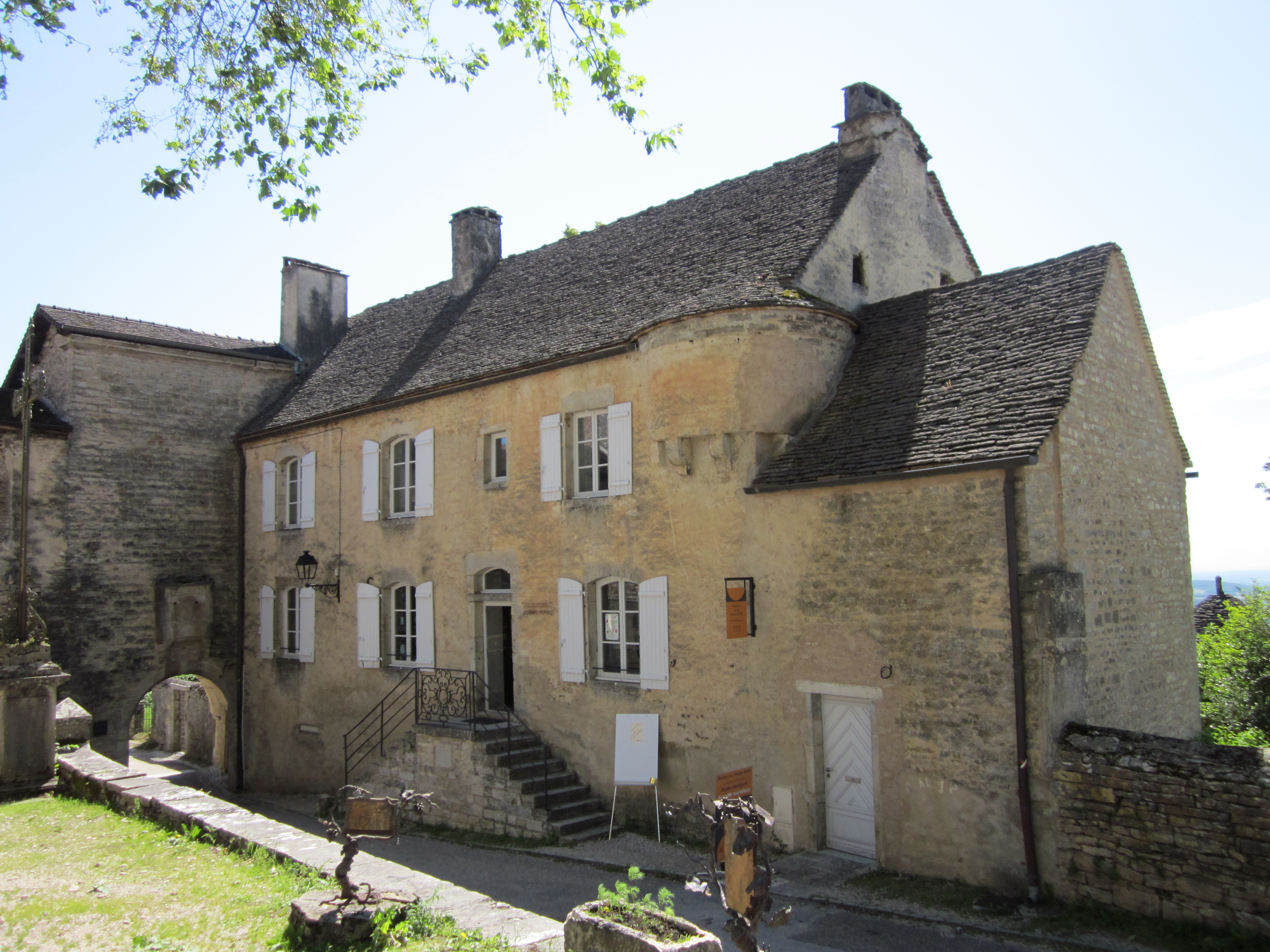
Maison du Froid Pignon
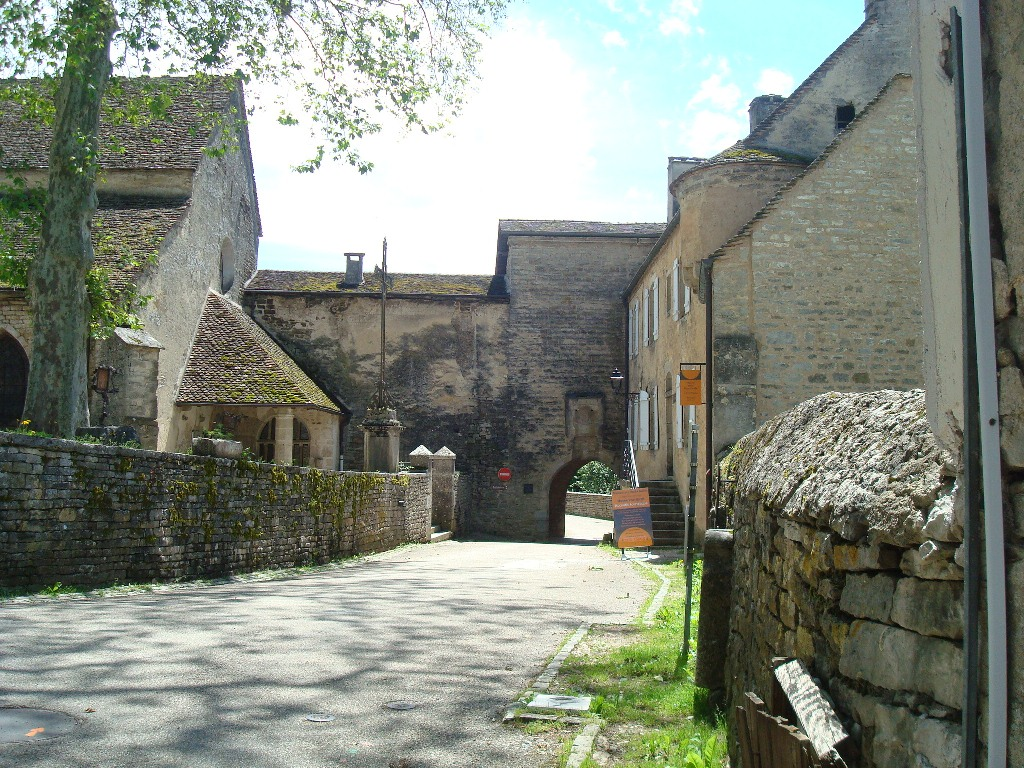
Porte fortifiée de l'abbaye

L'actuelle église Saint-Pierre de Château-Chalon, alliance du premier art roman et du premier gothique, couverte en laves, date du XIe siècle.

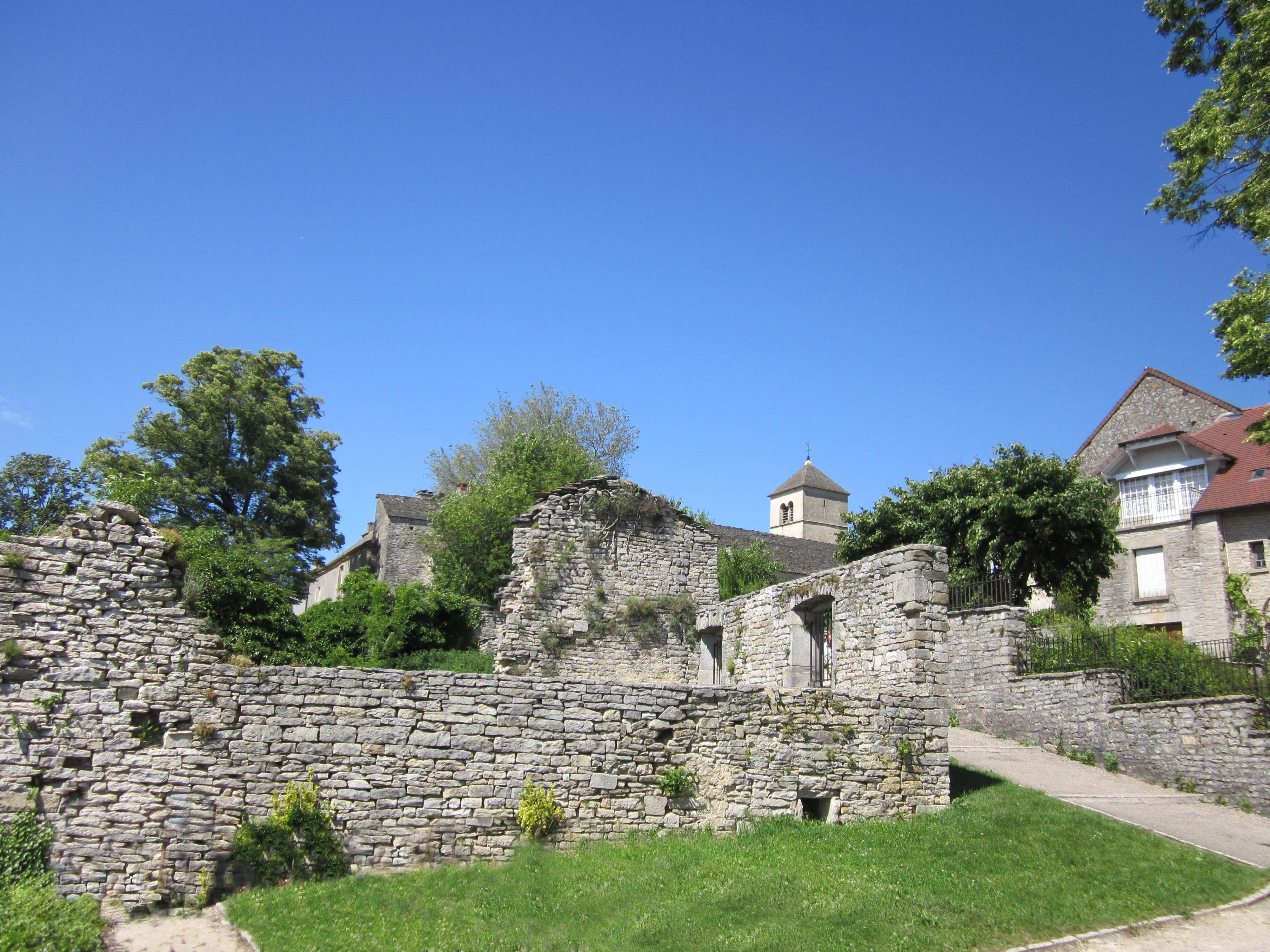
Ancienne demeure de la chanoinesse Mme de Stain
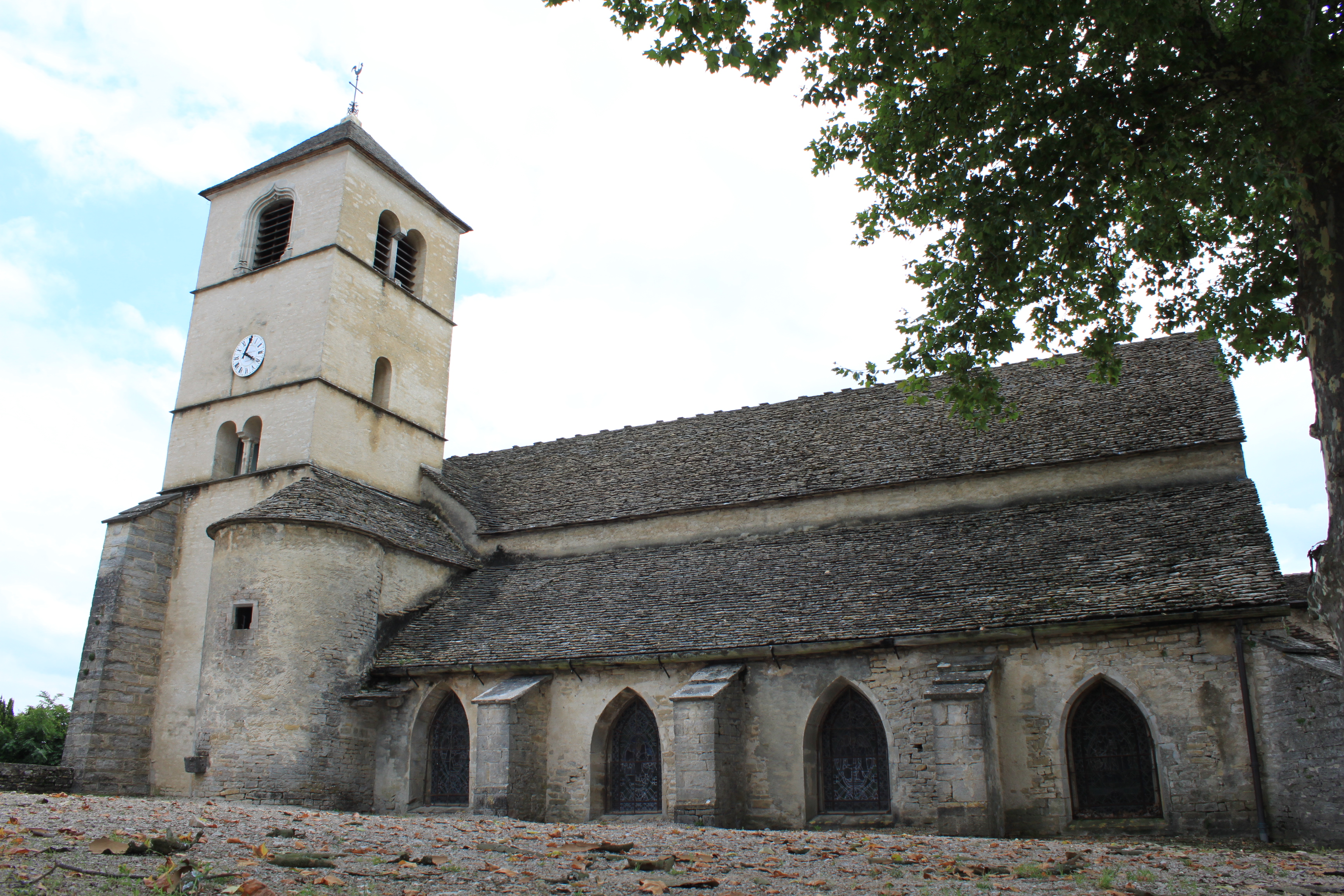
Église Saint-Pierre de Château-Chalon (XIe siècle)
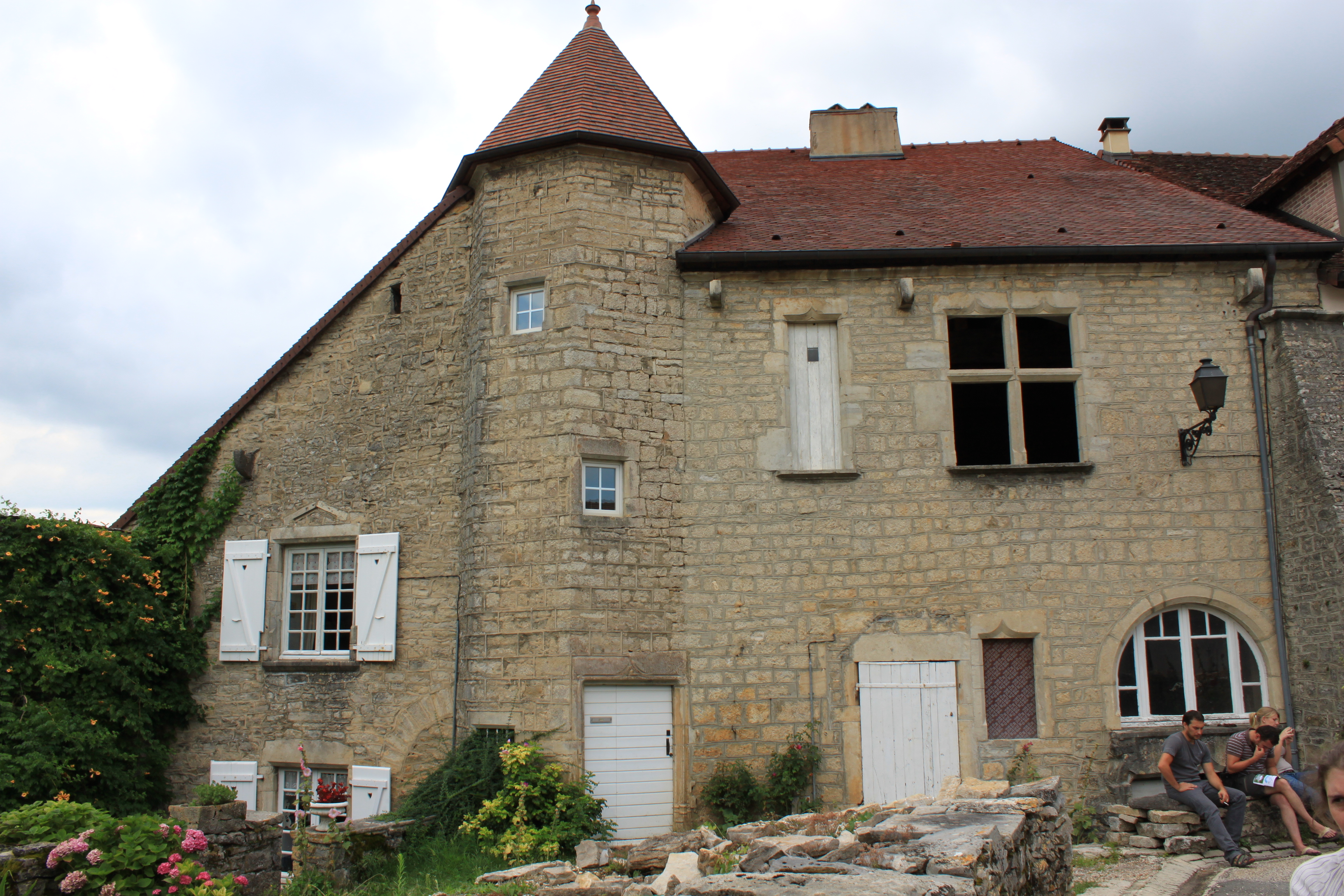
Maison médiévale

## Forteresse carolingienne, puis château fort féodal
La cité est fortifiée dès l'époque gallo-romaine. Au IXe siècle l’empereur carolingien Charles II le Chauve (un des petits-fils héritiers de l'empereur Charlemagne), fait construire à cet endroit, au début de la féodalité, à la même période que le château de Poligny (Jura) (origine des châteaux médiévaux en Occident), un imposant château fort sur un plan carré caractéristique du Moyen Âge, avec quatre tours d'angle, des murs de 2 m de large, entourés de fossés d'une quinzaine de mètres de large. Il est destiné entre autres à protéger l'empire carolingien des invasions vikings et invasions sarrasines qui dévastent son empire sans défense.

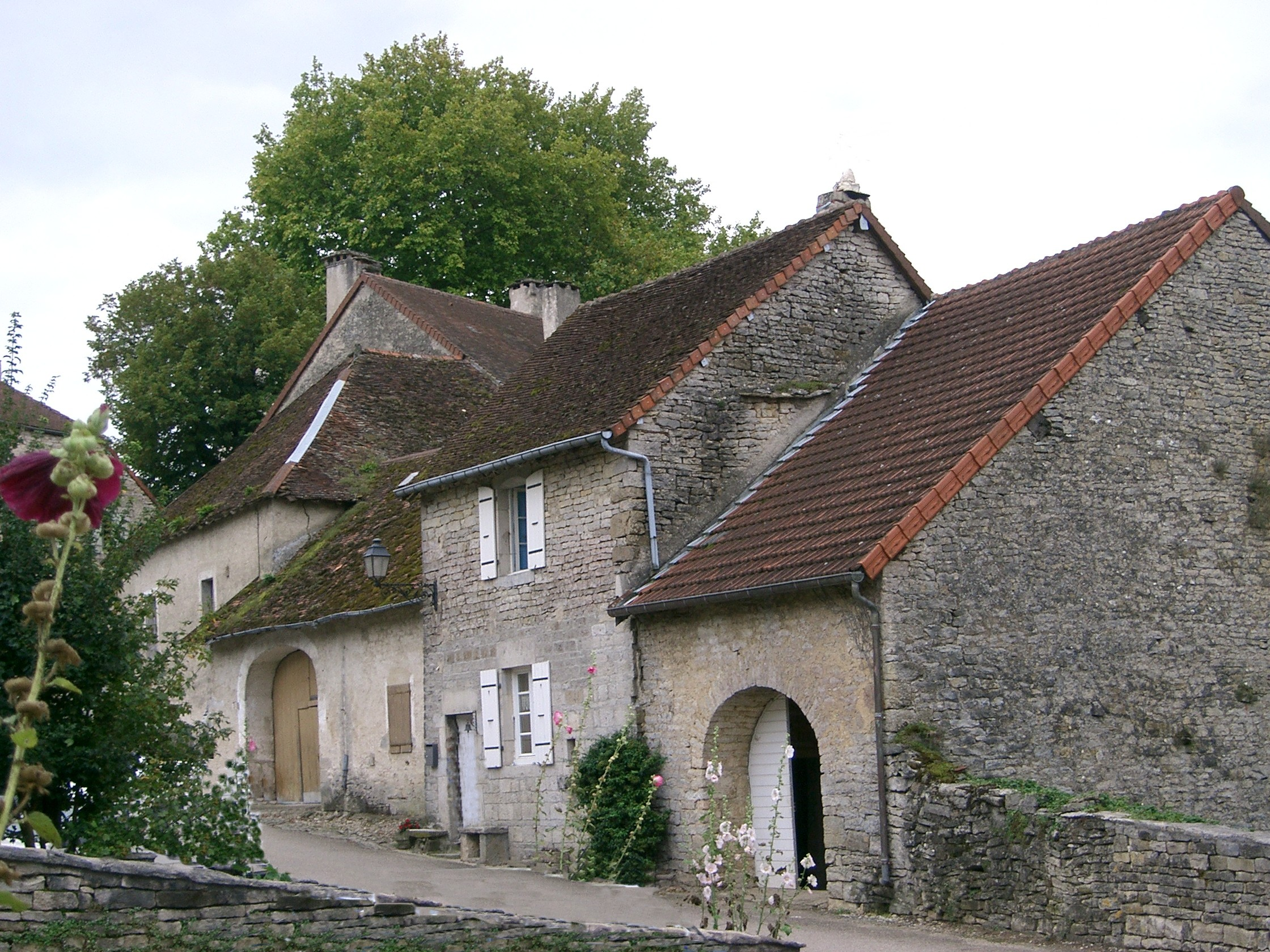
Anciennes maisons
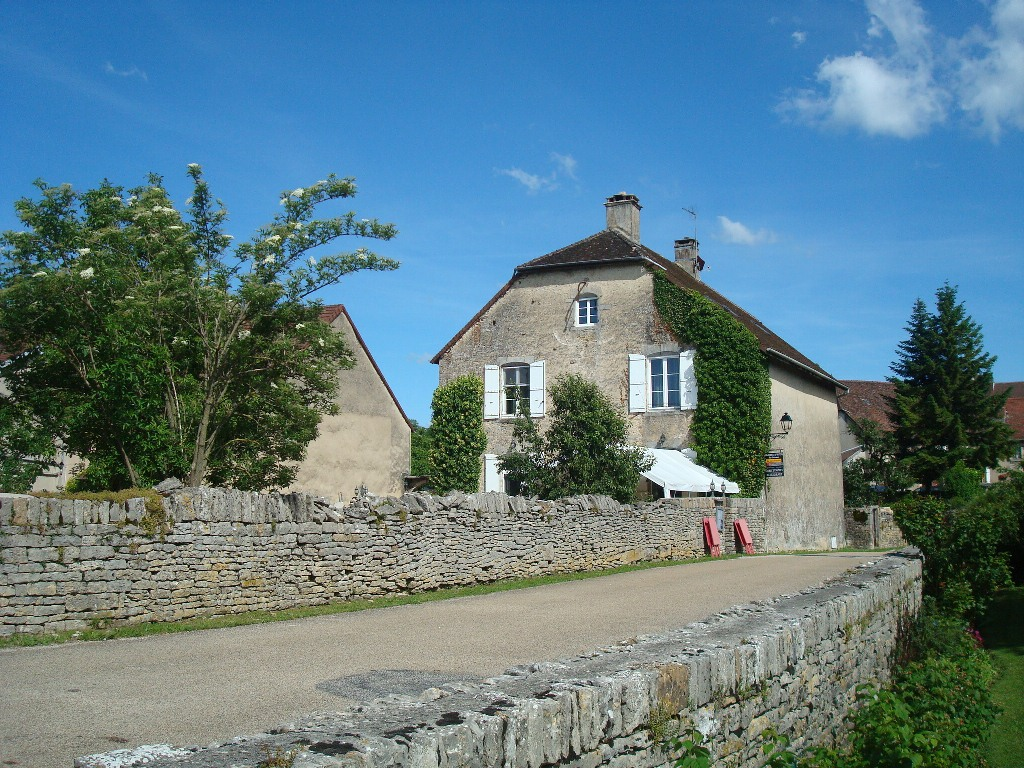
Maison Eusébia
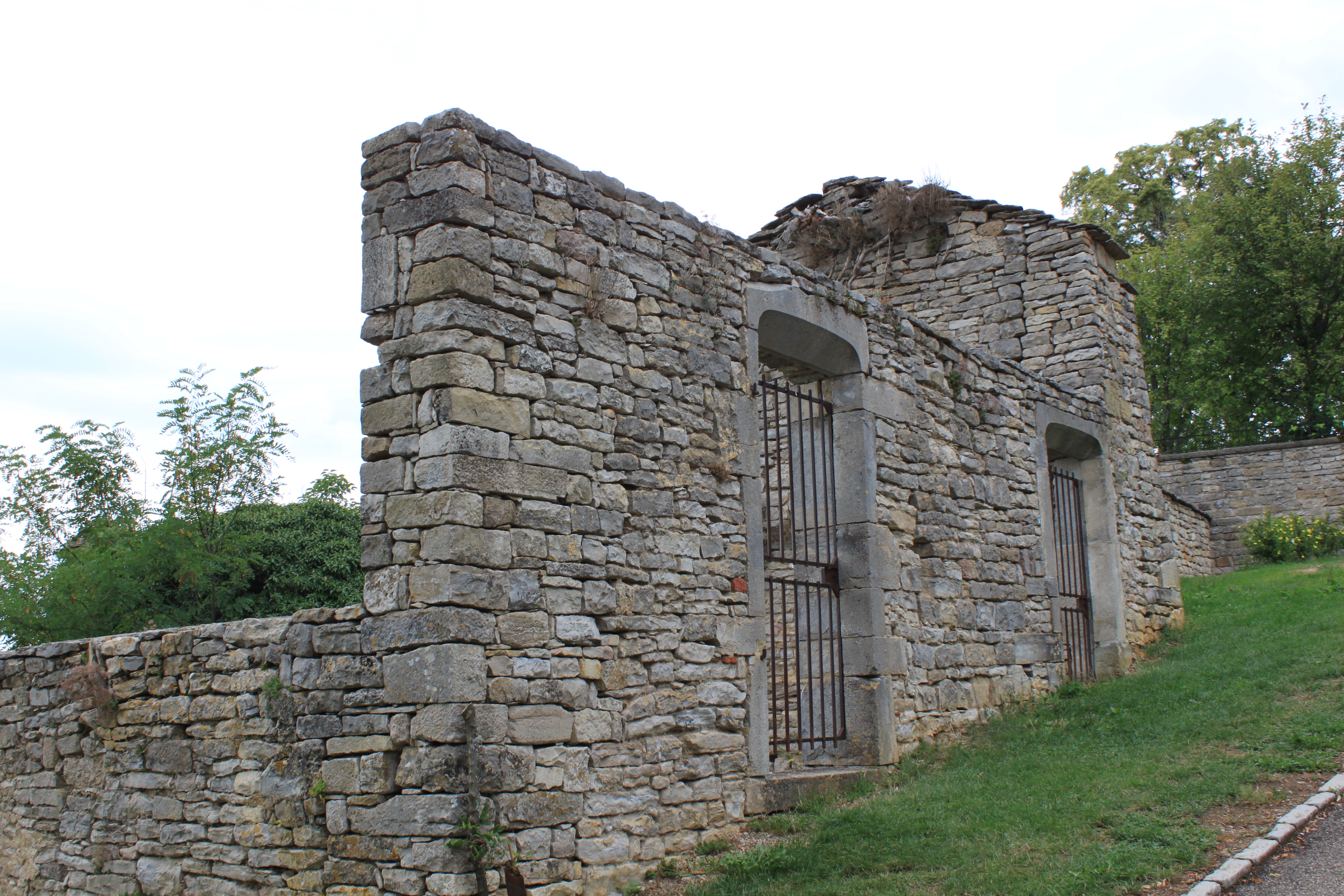
Ancienne demeure de la chanoinesse Mme de Stain
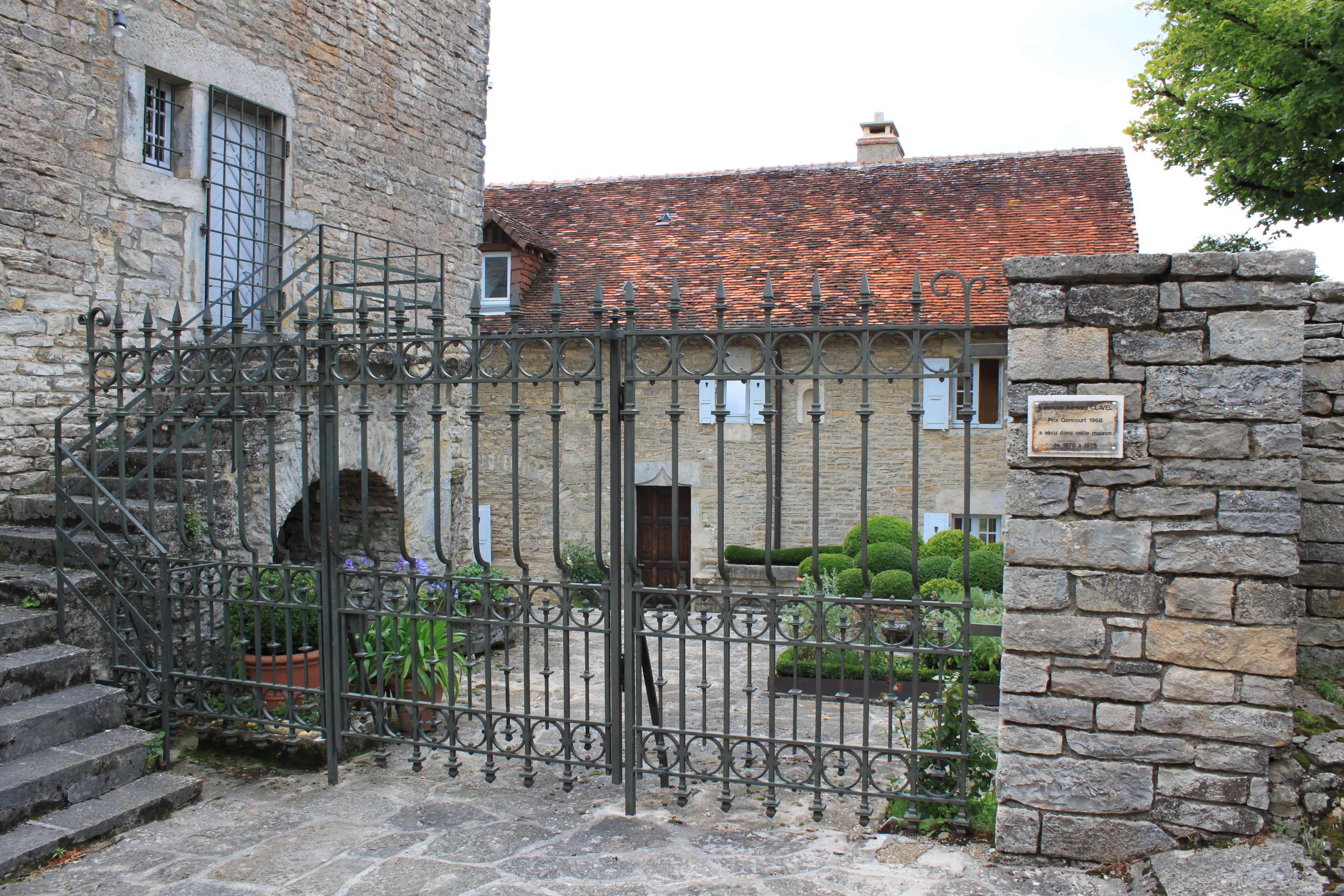
Ancienne maison de Bernard Clavel, sur le site de l'abbaye

Au XIIIe siècle le comte Jean Ier de Chalon (1190-1267) épouse une fille du duc Hugues IV de Bourgogne, échange son comté de Chalon et autres possessions contre de nombreuses seigneuries autour de la richissime exploitation du sel du Jura, fonde la puissante Maison de Chalon-Arlay, entre dans la lignée des comtes palatins de Bourgogne, et fait construire une trentaine de châteaux forts dans le Jura et de nouvelles fortifications pour le château de Château-Chalon (le donjon du XVe siècle, baptisé Tour de Charlemagne ou de Charles-le-Chauve, est construit sur une des quatre tours carolingienne d'origine).
En 1595 durant les nombreuses guerres entre royaume de France et Maison de Habsbourg en Espagne (issue de l'empire germanique de l'empereur Charles Quint), l'artillerie des troupes du roi Henri IV de France, détruit le château, qui ne sera pas reconstruit (histoire de la Franche Comté espagnole entre 1477 à 1678).
Vers 1792, à la suite de la Révolution française, les ruines de l'abbaye sont confisquées comme bien national. Des vestiges sont vendus et dispersés dans le village comme matériaux de construction.

## Héraldique
|  | Blasonnement des armes de Chateau-Chalon : De gueules au lion d’or accompagné de trois tours d’argent maçonnées de sable rangées en chef. |

## Vestiges
Château-Chalon a préservé à ce jour son âme de village médiéval protégé, inscrit dans ses vestiges de fortifications du XIIIe siècle, avec  ruelles pittoresques, donjon en ruine du XVe siècle, ancienne porte fortifiée, quelques bâtiments de l'ancienne abbaye, église Saint-Pierre de Château-Chalon (art roman et gothique), nombreuses habitations et maisons vigneronnes avec caves creusées parfois à même la roche, deux chapelles...